# Vollenhovia foveaceps
Vollenhovia foveaceps är en myrart som beskrevs av Mann 1919. Vollenhovia foveaceps ingår i släktet Vollenhovia och familjen myror. Inga underarter finns listade i Catalogue of Life.